# Twisted (serie televisiva)
Twisted è una serie televisiva statunitense trasmessa dal 2013 al 2014 su ABC Family.
In Italia l'intera serie è stata resa disponibile in streaming on demand su TIMvision nel mese di ottobre 2014.

## Trama
La serie segue le vicende del sedicenne Danny Desai, che ha ucciso sua zia quando aveva undici anni. Dopo aver trascorso cinque anni in un carcere minorile, viene rilasciato e torna nella sua città natale: Green Grove, New York. Durante il tentativo di riallacciare le vecchie amicizie con le sue migliori amiche d'infanzia, Lacey e Jo, e di fronte alle difficoltà nel relazionarsi con i suoi coetanei, Danny diventa il primo sospettato per l'omicidio di una compagna di classe, Regina. Rendendosi conto che la città non si preoccupa di sapere la verità sull'accaduto, ma vuole solo vederlo accusato del delitto, Danny è sempre costretto a rimanere in disparte. Nel frattempo, deve mantenere un segreto che non ha mai svelato a nessuno: la ragione per la quale ha ucciso la zia.

## Episodi
Il 13 agosto 2014 ABC Family ha cancellato la serie al termine dell'unica stagione prodotta.
| Stagione       | Episodi | Prima TV USA | Prima TV Italia |
| -------------- | ------- | ------------ | --------------- |
| Prima stagione | 19      | 2013-2014    | 2014            |

## Personaggi e interpreti
- Danny Desai, interpretato da Avan Jogia, doppiato da Andrea Mete.

All'età di 11 anni uccide sua zia Tara. Il motivo non vuole dirlo a nessuno, neanche alle sue due migliori amiche: Lacey e Jo.
- Jo Masterson, interpretata da Madelaine Hasson, doppiata da Giulia Franceschetti.

È una delle migliori amiche di Danny. Quando lui ritorna dal riformatorio è l'unica che decide di aiutarlo. È anche molto amica di Rico ed entrambi hanno la media più alta della scuola.
- Lacey Porter, interpretata da Kylie Bunbury, doppiata da Eva Padoan.

Era una grande amica di Danny ma quando lui ritorna lei non vuole averne a che fare. Non è più amica di Jo a causa di un litigio avvenuto alla medie. Il suo fidanzato odia Danny e pensa che lui ci provi con lei.
- Rico, interpretato da Ashton Moio, doppiato da Mirko Cannella.

Grande amico di Jo, cerca di proteggerla dai comportamenti di Danny.
- Tess Masterson, interpretata da Kimberly Quinn, doppiata da Roberta Pellini.

È la madre di Jo, moglie di Kyle e amante della ceramica. Cerca di difendere Jo dall'ossessione del marito rispetto a Danny e l'omicidio da lui compiuto anni prima.
- Karen Desai, interpretata da Denise Richards, doppiata da Chiara Colizzi.

È la madre di Danny, vedova da poco. Ama suo figlio e cerca di proteggerlo a tutti i costi, anche nascondendo le piste che potrebbero mandarlo in galera.
- Kyle Masterson, interpretato da Sam Robards, doppiato da Gaetano Varcasia.

È il padre di Jo e sceriffo della città. È ossessionato dal suo lavoro e cerca di proteggere sua figlia da Danny. È convinto che il ragazzo abbia ucciso anche Regina.